# Гулло, Мария Тиндара
Мария Тиндара (Мариелла) Гулло (итал. Maria Tindara (Mariella) Gullo, родилась 27 февраля 1964 года в Патти) — итальянский политик, депутат Палаты депутатов Италии от партии «Вперёд, Италия».

## Биография
Дочь бывшего вице-мэра Патти Франческо Гулло и кузина Луиджи Гулло. Получила экономическое образование. Участвовала в предварительных выборах Демократической партии Италии 24 и 25 февраля 2013 года на Сицилии, избрана в окончательный список кандидатов. 19 марта 2013 года избрана в Палату депутатов по итогам парламентских выборов от XXV избирательного округа Сицилия 2 как депутат Демократической партии. С 15 декабря 2015 года состоит в партии «Вперёд, Италия». С 21 декабря 2015 — член XII комиссии (по социальным вопросам).
В 2011 году Мария, её отец Франческо и кузен Луиджи стали фигурантами уголовного дела по обвинению в фальсификациях на выборах. Франческо Гулло, который в 2011 году был кандидатом на пост мэра Патти, на местных выборах в Сицилии также боролся за пост в городском совете и уверял, что является местным жителем, хотя был прописан в Монтаньяреале. Также ему вменялись фальсификации выборов, крышевание организованной преступности и недобросовестная конкуренция.
15 мая 2014 года Мария Тиндара Гулло вместе с ещё шестью депутатами (Мария Гаэтана Греко, Джеро Грасси, Томмазо Джинобле, Мария Амато, Паола Брагантини и Беппе Фьорони) проголосовали против выдачи ордера на арест Франкантонио Дженовезе, пошедшего против одного из решений Демократической партии. 7 декабря 2015 года Дженовезе в знак протеста покинул Демократическую партию и ушёл в партию «Вперёд, Италия», объяснив, что хочет выбрать партию, которая неравнодушна к проблемам Италии и Сицилии в частности.